# Wappentor der Wachenburg

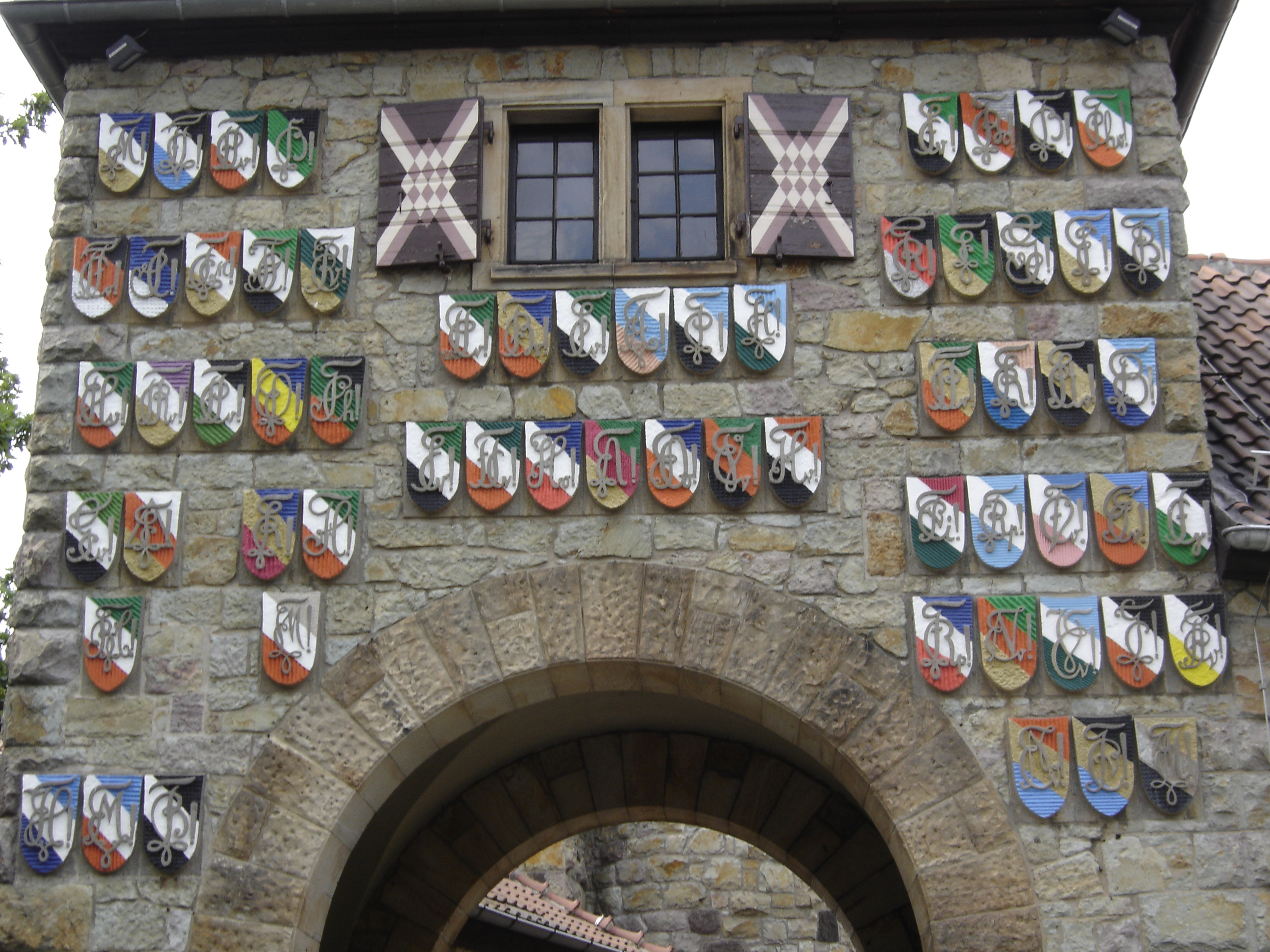
Wappentor der Wachenburg

Das Wappentor der Wachenburg ist Bestandteil der Burganlage der Wachenburg bei Weinheim.

## Bedeutung
Es trägt auf der Außenfront die in Stein gemeißelten Farbwappen und Zirkel der Corps des Weinheimer Senioren-Convents (WSC) vor der Fusion mit dem Rudolstädter Senioren-Convent und ist damit eine memorial-historische Darstellung des WSC in seiner ursprünglichen Zusammensetzung aus den Corps der Technischen Hochschulen und Bergakademien sowie der Landwirtschaftlichen Hochschule Hohenheim.

## Geschichte
Das Wappentor der Wachenburg gehört zu den Gebäuden der von 1907 bis 1913 errichteten Wachenburg, die zu Beginn dieser ersten Bauphase fertiggestellt wurden. Nach der Einweihung des Bergfrieds am 31. Mai 1908 wurden die Burgschenke und das Wappentor am 29. Mai 1909 ihrer Bestimmung übergeben. Bis auf das Wappen des bereits 1865 suspendierten Corps Helvetia Zürich waren an der Außenfront die Wappen aller WSC-Corps des Jahres 1909 angebracht. Diese wurden sukzessive um weitere Wappen ergänzt. Zuletzt wurde das Wappen des Corps Montania Breslau angebracht, das 1926 in den WSC aufgenommen worden war. Der Raum über dem Tordurchgang wurde 1930 zum Rheno-Guestphalen-Zimmer ausgebaut.

## Erläuterung der Farbwappen
Die Farbwappen sind nach Senioren-Conventen (SC) und innerhalb der SC nach der Anciennität der Corps in den jeweiligen SC angeordnet.
In der oberen mittleren Reihe, unterhalb des Fensters, befindet sich der SC zu Karlsruhe mit von links nach rechts den Corps Franconia, Bavaria, Saxonia, Alemannia, Frisia und Cheruskia.
Die untere mittlere Reihe zeigt den SC zu Hannover mit von links nach rechts den Corps Saxonia, Teutonia, Slesvico-Holsatia, Alemannia, Ostfalia, Macaro-Visurgia und Hannovera.
Auf der linken Seite in der 1. Reihe von oben ist der SC zu Freiberg mit den Corps Montania, Teutonia, Franconia und Saxo-Borussia zu sehen, in der 2. Reihe von oben der SC zu Dresden mit den Corps Teutonia, Thuringia, Marcomannia, Franconia und Altsachsen und in der 3. Reihe von oben der SC zu Darmstadt mit den Corps Hassia, Rhenania, Franconia, Obotritia und Chattia.
Hierunter befinden sich zwei Tripel von Wappen. Das linke Tripel zeigt den Aachener SC mit den Corps Marko-Guestphalia, Delta und Montania, das rechte Tripel den SC zu Braunschweig mit den Corps Rhenania, Teutonia-Hercynia und Marchia, jeweils von links nach rechts und oben nach unten gelesen. Die unterste Reihe auf der linken Seite zeigt den SC zu Clausthal mit den Corps Hercynia, Montania und Borussia.
Auf der rechten Seite des Wappentors ist in der 1. Reihe von oben der Danziger SC mit den Corps Saxonia, Baltica, Borussia und Cheruskia dargestellt. Die 2. Reihe von oben zeigt den SC zu Berlin-Charlottenburg mit den Corps Rheno-Guestphalia, Saxonia, Guestphalia, Pomerania-Silesia und Berolina. In der 3. Reihe von oben ist der SC zu Stuttgart mit den Corps Teutonia, Rhenania, Stauffia und Bavaria.
In der 4. und 5. Reihe von oben auf der rechten Seite sind die Wappen der Corps des SC der TH München und des SC zu Hohenheim zu sehen. Von links nach rechts und von oben nach unten sind dies die Münchner Corps Cisaria, Rheno-Palatia, Vitruvia, Germania, Guestphalia, Rupertia, Normannia und Vandalia sowie die Hohenheimer Corps Germania und Suevia. In der untersten Reihe auf der rechten Seite ist der Breslauer SC mit den Corps Neo Franconia, Frisia und Montania dargestellt.